# Björklinge socken
Björklinge socken i Uppland ingick i Norunda härad, ingår sedan 1971 i Uppsala kommun och motsvarar från 2016 Björklinge distrikt.
Socknens areal är 115,77 kvadratkilometer varav 105,76 land. År 2000 fanns här 4 089 invånare. Sätuna säteri och Sandbro säteri, orten Nolmyra samt tätorten och kyrkbyn Björklinge med sockenkyrkan Björklinge kyrka ligger i socknen.

## Historia

### Administrativ historik
Socknen är första gången omnämnd i historiska källor 1302, kyrkan är från 1300-talet. Nuvarande Björklinge socken är inte geografiskt identisk med den ursprungliga socknen. En del av Harbo socken överfördes kyrkligt till Björklinge i början av 1400-talet. Motsvarande administrativa sockendel överfördes från Våla härad genom kungligt brev den 2 mars 1894. 12 december 1827 överfördes Näverbo från Björklinge till Harbo socken som återgick med övriga delar enligt ovan 1895.
Vid kommunreformen 1862 övergick socknens ansvar för de kyrkliga frågorna till Björklinge församling och för de borgerliga frågorna bildades Björklinge landskommun. Landskommunen utökades 1952 och uppgick 1971 i Uppsala kommun.
1 januari 2016 inrättades distriktet Björklinge, med samma omfattning som församlingen hade 1999/2000.
Socknen har tillhört län, fögderier, tingslag och domsagor enligt vad som beskrivs i artikeln Norunda härad. De indelta soldaterna tillhörde Upplands regemente, livkompaniet.

### När elektriciteten kom till Björklinge

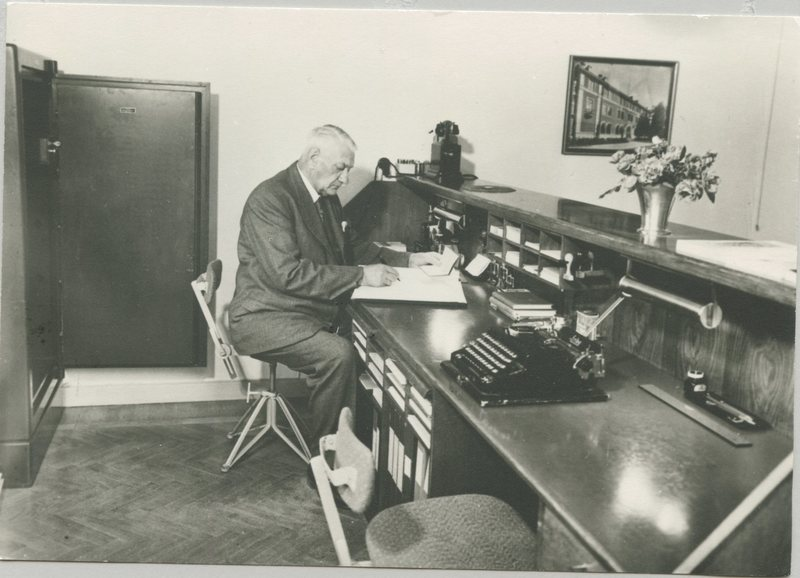
KJ Eriksson på sitt nyöppnade kontor Sandbrovägen 4. 1946

Björklinge Elektriska Distributionsförening bildades den femte maj 1918 på initiativ av KJ Eriksson, efter att en tidigare förening gällande elektricitet som bildats i november 1916 lösts upp. KJ Eriksson hade startat Björklinges första bankkontor och var dessutom handlare i Marielund och Tibble och hade därmed möjlighet att ta initiativet. Föreningen fick möjligheten att bildas efter att över 200 fastighetsägare tecknat andelar i den, och inom några år fick de flesta hus ljus och kraft. Andelarna i föreningen kostade 60 kronor per styck och tecknades i proportion till fastighetsägarnas storlek på jordbruk. Desto större gods det var, desto fler andelar i företaget tecknades av godsägarna. De allra största godsägarna tecknade sig för närmare 60 andelar medan vanliga lägenhets- och husägare fick 2-4 andelar. Man beräknar att 420 hushåll hade tecknat andelar redan det första året. Föreningen hade en styrelse som utgjordes av KJ Eriksson som ordförande, samt jordägare på Sätuna, Sandbro, Närlinge och andra större gods som ledamöter. Dessutom anställdes en behörig montör, Ture Åhr, för att leda arbetet. För att kunna elektrifiera Björklinge införskaffade KJ Eriksson allt nödvändigt material som behövdes, såsom koppartråd och isolatorer, och Eriksson var också den som hittade lämpliga linjebyggare till bygget. Linjebyggare började sedan staka ledningarna, och var mellan en och fyra som hjälptes åt att resa stolparna. Bönder och jordägare hjälpte dem genom att tillförskaffa timmer, samt gräva gropar och köra runt stenar. Den första strömmen kom den 1 augusti 1920, hemma hos initiativtagaren KJ Eriksson. 1921 började nätet komma på plats för de flesta av de andra hushållen och det var också då inbetalningen skedde.
De första årtiondena efter uppbyggnaden höll linjerna en spänning på 3000 volt. Vid gårdarna var spänningen däremot 127 volt, vilket alla glödlampor höll. Det var ovanligt att ha mer än en lampa i vardera rum, och till största del befann sig lamporna i mitten av taket för att ge så mycket ljus åt rummet som möjligt. Hushållen var sen tidigare vana vid fotogenlampor via lysolja, som ofta var dyrt och därmed var man van vid att spara på ljuset så mycket man kunde. Denna sparsamhet fortsatte också efter elens ankomst, eftersom elen inte heller den var gratis.

### Telefonin i Björklinge
Telefonens ankomst i Björklinge liksom i stora delar av Sverige skedde i början av 1900-talet. Uppgifter från 1901 visar öppettider för telefonens växelstation som visar att stationen hade öppet mellan den 08.00 och 20.00 under oktober till mars, 07.00 till 21.00 mellan april och september och på söndagar och helgdagar mellan 08.00-10.00 samt 15.00-17.00. 1911 anställdes Johanna Engström för att sköta växeljobbet och arbetade med det fram till 1931. Redan år 1916-1917 fanns 17 nummer som tillhörde privatpersoner och gårdar. Den första personen i Björklinge som fick tillgång till en telefon var slaktaren Erik Wessman, som då fick riktnumret ett. Gårdsägare på Sätuna fick nummer två och på Sandbro blev det nummer tre. Redan år 1933 innehöll katalogen 50 nummer. Några år senare fanns 1000 nummer i Björklinge och man tvingades då lägga till en till siffra, som då blev 7. Efter några år behövde man förlänga serien ytterligare och numret blev då 37 istället.

### Posten
De första postanordningarna inrättades i Björklinge år 1875.

#### Första postanordningarna
Den första postföreståndaren på Björklinges postanordning var föreståndarinna Tecla Ch Rosenblad som verkade på posten mellan 1875 och 1904. Innan postanordningen fanns kronobrevbäring som anlitades för att skicka brev mellan länsstyrelser samt vidarebefordra kyrkans brev. 5 december 1873 upphörde kronobrevbäringen i Sverige efter att riksdagen begärde en utredning om regleringar för att hjälpa jordbruket. Björklinges första postkontor låg på Sandbrovägen 7 där föreståndarinnan Rosenblad bodde. Från och med den 1 oktober 1877 transporterades posten från Björklinge till Tierp och tillbaka två gånger i veckan. Däremellan kostade det 7,50 kronor att posta ett brev eller paket. Mellan Björklinge och Läby kostade det 1,96 kronor. Uppgifter från 1876 visar att det under året skickades 2912 brev och 5 paket till orter inrikes, samt 130 brevförsändelser till orter utrikes.
Efter Tecla Ch Rosenblads tid som föreståndare blev klockare och folkskollärare Gustaf Lundin föreståndare mellan 1904 och 1927. Postkontoret var då i skolhuset där Lundin arbetade, och folk fick då komma dit och hämta sin post eller så tog skolbarnen med sig posten hem. Efter Lundin blev montör Olov Georg Nyqvist föreståndare och var det fram till 1960. Han hade postkontoret i ett rött hus söder om Klastorp innan det revs, och kontoret flyttades till en nybyggd villa på Sandbrovägen 10. Posten lämnades då utanför större de bondgårdarna, ägarna hämtade in dem och alla grannar fick hämta sin post där. Det var framförallt tidningar som hämtades, och många hade en varannandagsupplaga av Upsala Nya. Utöver tidningar fick invånarna ibland också kort och räkningar.

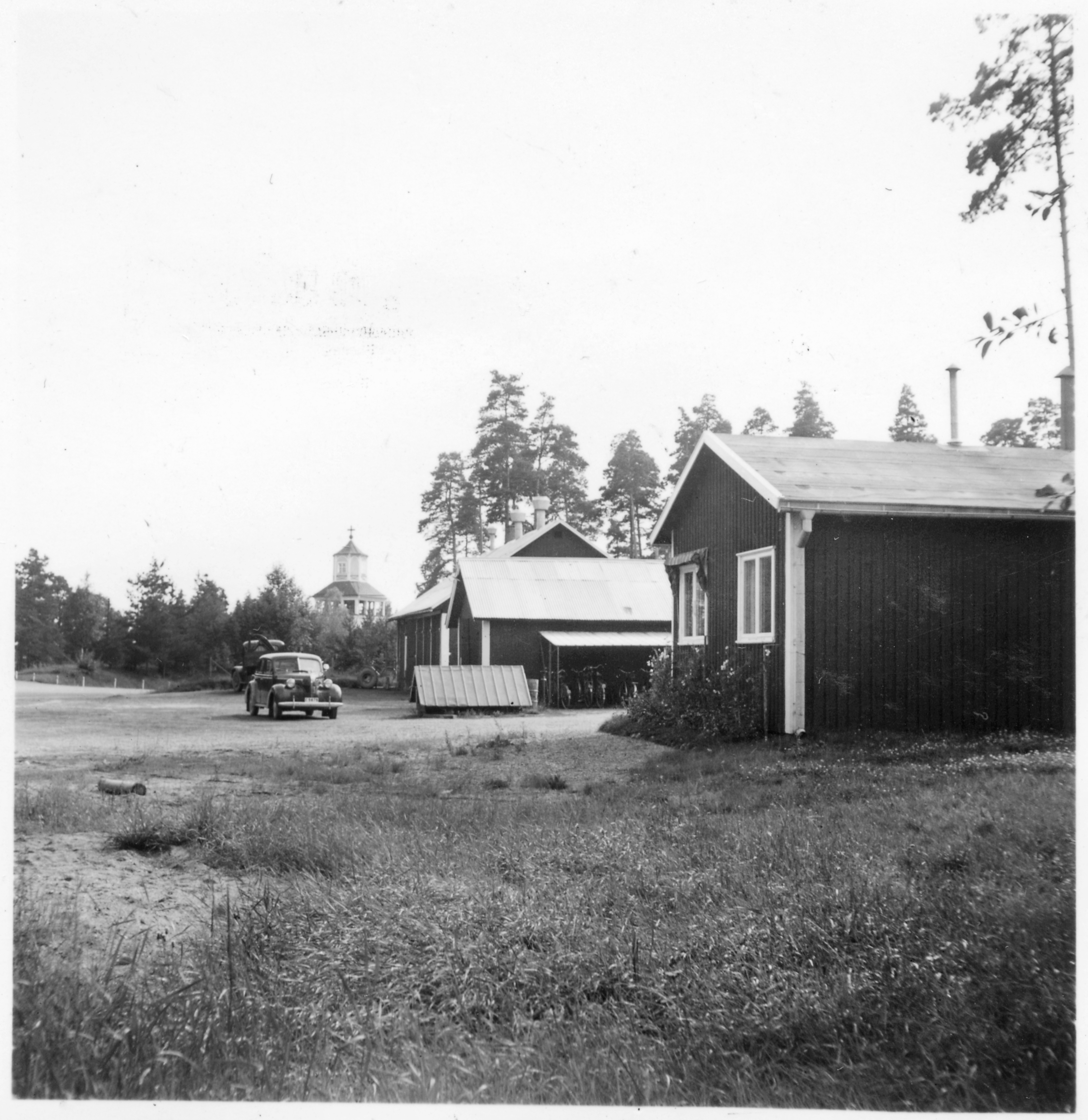
Björklinge 1940–1950.

#### Post till Lund, Drälinge, Forsby & Sätuna
Under Nyqvists tid som föreståndare kom också den första lantbrevbäraren i Lund och Drälinge, vid namn Eskil Lundqvist och det var först då fastigheterna fick egna brevlådor. Lundqvist hämtade posten hos Nyqvist och de första åren levererade Lundqvist breven gående, men skaffade sedan en cykel och till slut en moped.
I Forsby var Mickelsbo slutstationen och det var där Forsbyborna lämnade och hämtade sin post. På 1930-talet började där korpral Nyberg sköta brevbäringen. Han hade en cykel och cyklade mellan bostäder i Forsby och Björklinge med posten. I Björklinge hade Nyberg dessutom ett litet postkontor som sålde frimärken och skötte tidningsprenumerationer.
I Sätuna kom posten från Skyttorps station där mjölkköraren varje morgon hämtade posten samtidigt som han lämnade mjölken som skulle med tåget till Stockholm. Mjölkköraren lämnade sedan av posten på kontoret där den sorterades av anställda och las i fack i ett stall. Detta ändrades när Henrik Lovén blev ansvarig istället, då han ansåg att stallet var för öppet och oskyddat. Istället las posten på ett bord utanför kontoret där de anställda fick hämta den. På 1930-talet började Henrik Söderlund, som varje morgon hämtade upp Sätunas postväska i Uppsala. Han åkte tillbaka till Sätuna och lämnade posten i väskan på en stolpe vid vägen nära kontoret där sedan förvaltaren hämtade den. Sätunabor kunde på så sätt också lämna deras post i samma väska. Några timmar senare på eftermiddagen kom Söderlund tillbaka och hämtade upp väskan innan han begav sig tillbaka till Uppsala.

### Från bondsocken till tätort
Björklinges omvandling från bondsocken till tätort kan sägas ha börjat redan på 1800-talet i samband med laga skifte som trädde i kraft i Sverige år 1827.

#### Laga skifte i Björklinge
Laga skifte innebar en förändring för byar då gårdarna tvingades flyttas ut från de gamla bytomtarna och istället ut på en av ägorna som fanns i området. Gårdarna styckade alltså upp sina stora tomter till flera små tomter. En gård i Tibble styckade upp sina ägor, som låg nära vägen och nuvarande Sandbrovägen till ett antal långsmala tomter som sträckte sig från åsen ända till den nuvarande E4:an. De nya tomterna fick nya ägare, varav de flesta var hantverkare som själva byggde sina stugor. Dessutom valde många av de nya tomtägarna att stycka upp tomtarna i ännu mindre tomter som de sedan sålde vilket innebar att många av de gick i vinst. Hantverkarna var bagare, smeder, murare, slaktare, skräddare, målare och liknande arbetare och de flesta hade sin verksamhet i hemmet. I efterhand byttes många av husen ut mot vanliga villor men en del av hantverken blev kvar, såsom bageri och slakteri. I villorna flyttade andra av sockens tjänstemän in, som skogvaktare, lärare och barnmorskor. Dessutom valde en del tidigare bönder under denna tid att lämna sin aktiva tid som jordbrukare och istället bosätta sig centralt i Björklinge. Detta innebar att bebyggelsen förtätades och många av de nya tomterna låg utefter vägen i ett centralt läge nära kyrkan och skolan. På 1950-talet fanns där ett stort utbud av näringsliv såsom affärer, bank, damfrisering, bibliotek och ålderdomshem.
Flera mindre tätorter runt skolorna och affärerna växte fram i Nolmyra, Forsby och Läby genom olika typer av bebyggelser såsom den som uppstod i Läby genom ångsåsen och i Nolmyra genom missionshuset och bygdegården.

#### Björklinge-Viksta storkommun
Statsmakterna beslöt att storkommuner skulle bildas mellan år 1939-1952 och år 1952 bildades Björklinge-Viksta storkommun. I och med den nya storkommunen skulle byggenskapen regleras och hela kommunen skulle ingå i en byggnadsplan som innebar att alla hus skulle byggas centralt och att inga hus som inte var en del av planen tilläts byggas. Att genomföra en byggnadsplan var dock ett svårt projekt som tog lång tid. Först behövde det väljas en kommunalkamrer och dessutom byggas ett kommunalkontor som gärna också skulle vara ett kommunalhus. Man vill gärna också få in en kommunalingenjör till kommunen som kunde göra planeringar över vatten och avloppsledningar. Det tog många år innan kommunalfullmäktige kunde förverkliga planerna. År 1955 valdes Björklinges första kommunalkamrer och 1956 tillträdde Åke Ohlsén från Älvkarleby. Det fanns ingen färdig bostad till kommunalkamreren utan istället fick han bo i en tillfällig bostad i Sätuna. Dock förblev Ohlsén inte länge i Björklinge utan redan samma år sökte han till Visby, där han blev länsbostadskamrer. Efterträdare blev Gunnar Eriksson från Anundsjö innan Bror R Eriksson tog över tjänsten 1961. År 1956 hade kommunen dessutom hyrt sitt första kommunalkontor, som då var ett källarutrymme i Anders Åhrs nybyggda villa i Sjöhagen där alla kommunala handlingar skulle ske. Kommunen hade samma år redovisat att kommunen var skuldfri trots byggen på över 900 000 kronor och samtidigt antagit en femårsplan som skulle omfatta byggen för över 2,6 miljoner kronor. Majoriteten av pengarna var avsedda för vatten och avlopp då det var dyrt att hålla Långsjön ren från avloppsvattnet. Pengarna skulle dessutom gå till bygget av den nya skolan och ett nytt ålderdomshem med 20 platser då det gamla blivit för omodernt. Dessutom skulle kommunen disponera mark till ett 25-tal olika egnahemstomter för att hjälpa småindustrin inom kommunen.
Det fanns också år 1956 planer på att bygga ett kommunalhus och i november 1956 var bygget så verkligt att man kunde presentera var det skulle stå, ritningar och en beskrivning av huset. Dessutom tillsattes en byggnadskommitté för att diskutera förslaget som då innebar att huset skulle rymma ett folkbibliotek, en sessionssal för 30 kommunfullmäktigeledamöter och 20 åhörare, ett kommunalkontor samt en bostad för kommunalkamreren. Huset skulle placeras mellan Tibble och Sjöhagen. Bygget blev dock aldrig av då det fanns mycket annat som också behövdes göras i kommunen, däribland behövdes en brandstation sättas in, och man ville sätta den under kommunalhuset i källaren. Man sökte om byggtillstånd för kommunalhuset men nekades det, och istället byggdes där brandstationen. Ett kommunalhus blev därför aldrig byggt i Björklinge.

##### Kommunala verksamheter
På 1950-talet efter att Björklinge-Viksta Storkommun hade bildats ville man upprätta fler kommunala verksamheter. Kommunen ville ha en distriktsläkare och tandläkare, men också nya skolhus till skoleleverna.

###### Hälsohuset
För att kunna locka tandläkare och läkare till kommunen behövde det finnas bostäder till dem men också lokaler till deras verksamhet. År 1953 beslöt kommunfullmäktige om att bygga ett hus mellan de två stora områdena Björklinge och Tibble som skulle innehålla båda. Husets byggdes på Sätunavägen 1 och döptes nästan direkt till Hälsohuset. Huset byggdes i rött tegel och innehöll fyra bostadslägenheter som då också kom att bli de första hyresbostäderna som byggts i Björklinge. Bostäderna var menade för bland annat distriktssköterskan och hemvårdarinnan men huset skulle också innehålla en distriktssköterskemottagning och en tandpoliklinik med ett gemensamt väntrum.

###### Utbyggnaden av kyrkskolan
Utbyggnaden av skolhuset, det vill säga Björklinges kyrkskola, planerades att ske i fyra olika etapper. Den första hade planerats redan innan bildandet av Storkommunen och innebar att en ny skolbyggnad skulle byggas på kyrkskolans område. Därmed skulle den nya byggnaden ersätta de två äldre skolhusen som då var mycket slitna. 1955 stod det nya skolhuset färdigt, som var ett tvåvåningars högt hus byggt i rött tegel. Bygget hade kostat 400 000 kronor, men antalet nya skolsalar räckte inte till utan man blev tvungen att också använda de gamla salarna ända in på 1960-talet.
Etapp två av skolans utbyggnad dröjde, trots bristen på lokaler, eftersom byggnadsritningarna hade behövts ändras flera gånger på grund av ändringar i den statliga skolorganisationen. Ändringarna innebar till exempel att skolköksundervisning och naturkunnighet försvann helt då de hade flyttats till högstadiet istället. Därmed behövdes inga utrymmen för de ämnena på Björklinges kyrkskola och ritningarna behövde ändras. Den andra etappen utgjordes av en enplansbyggnad i direkt anslutning till tvåplansbyggnaden från 1955. Den skulle innehålla tre lärosalar, grupprum, rektorsexpedition, bibliotek och dessutom ett kök och matsal för barnbespisning och gymnastik. Samtidigt byggdes också en rastplats utomhus med tak, avsedd för eleverna vid dåligt väder. Bygget stod klart 1964 och kunde tas i bruk redan samma år. Två år senare hade ytterligare en enplansbyggnad byggts i anslutning till skolbyggnaden, som var i formen av en hästsko.

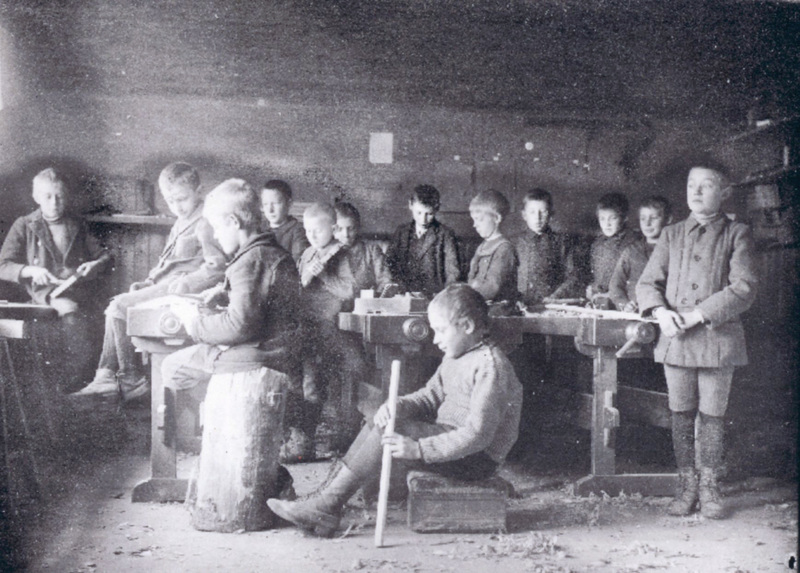
Kyrkskolans träslöjdsal cirka år 1915.

När tillräckligt många skolsalar hade byggts blev det dags att riva de äldre skolhusen. Det tidigare skolhuset som vid 1899 stod nybyggt revs 1964 och det äldsta huset, som byggdes 1839 och hade tjänstgjort som skola i 127 år revs år 1966. I och med att man rev de äldre skolbyggnaderna försvann också resterna av det gamla sockenskolväsendet som fanns i den gamla sockenskolan vid kyrkan. Istället kom den nya typen av skolan, grundskolan, och i och med den var det mycket som förändrades. Det hölls en auktion sommaren 1966 på skolgården där man auktionerade ut alla gamla skolbänkar, böcker och planscher då de inte gick att användas i den nya skolan. Auktionen samlade in 3000 kronor som sedan användes för att utsmycka den nya skolan med konst av bland annat Lindorm Liljefors och Göte Walther. Den 10 december 1966 invigdes den nya och fräscha Björklinge kyrkskola. Några år senare, i början av 1970-talet tillkom också en textilsal och ett uppehållsrum i källaren.

###### Ålderdomshemmet

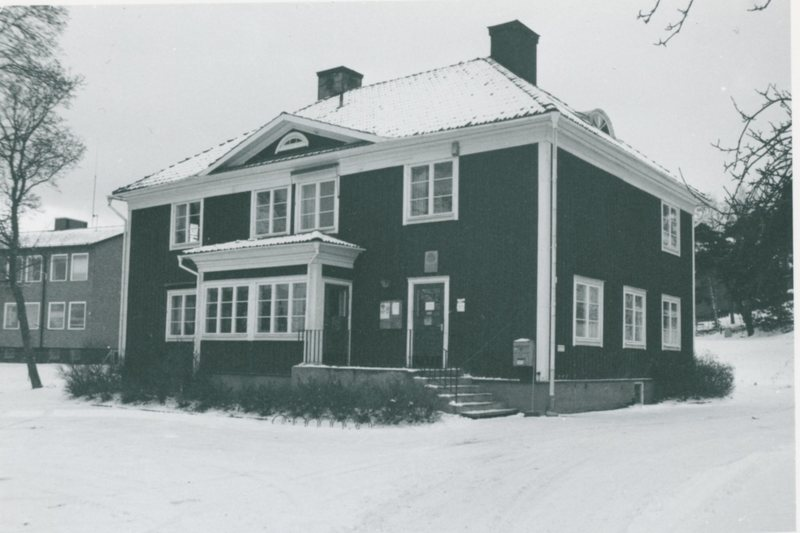
Björklinges ålderdomshem omkring år 1910.

Det tidiga ålderdomshemmet som fanns i Björklinge byggdes 1920 och vid den tiden var begreppet relativt nytt och syftade mest på en förbättrad ersättning av fattigstugan. Björklinge hade innan 1920 flera små fattigstugor, till exempel Snugga, Lugnet och Skedmakarstugan, men det fanns också en större fattigstuga i Tibble vid namn Ulriksdal. Ulriksdal var fullt av vägglöss och revs liksom många av de andra fattigstugorna i samband med det nybyggda ålderdomshemmet. Till skillnad från fattigstugorna anställdes också en föreståndarinna för att ta hand om de gamla, vilket de gamla tidigare hade behövt göra själva, med hjälp från grannar. Det nya ålderdomshemmet innebar att alla som bodde där fick varsin säng och tillagad mat varje dag. Dessutom fanns det badrum i källaren som även grannar fick lov att använda. Fler badrum och toaletter installerades allteftersom. Ålderdomshemmet var till viss del självförsörjande då det på gården fanns höns och grisar, men också fruktträd, bärbuskar och grönsaksland som personalen skötte. Mjölk behövde man däremot införskaffa dagligen från prästgården med kärra då det inte finns någon ladugård eller några kor på gården. Personalen skötte dock det mesta på hemmet- de vävde trasmattor, sydde kläder till de äldre och fick agera sjukvårdare. Det var inte heller ovanligt att utomstående kom till hemmet för att få sår omplåstrade eller omlagda.
1962 stod det nya ålderdomshemmet Björklingegården klart och redo för inflyttning. Byggnaden byggdes på Tibblegärdet och var en enplansbyggnad för att låta de gamla slippa gå i trappor. Dessutom innebar det nya ålderdomshemmet att alla äldre fick varsitt rum och större tillgång till toaletter. Boendet var nytänkande för sin tid och trivselskapande var en stor del av planeringen.

### Vatten och avlopp

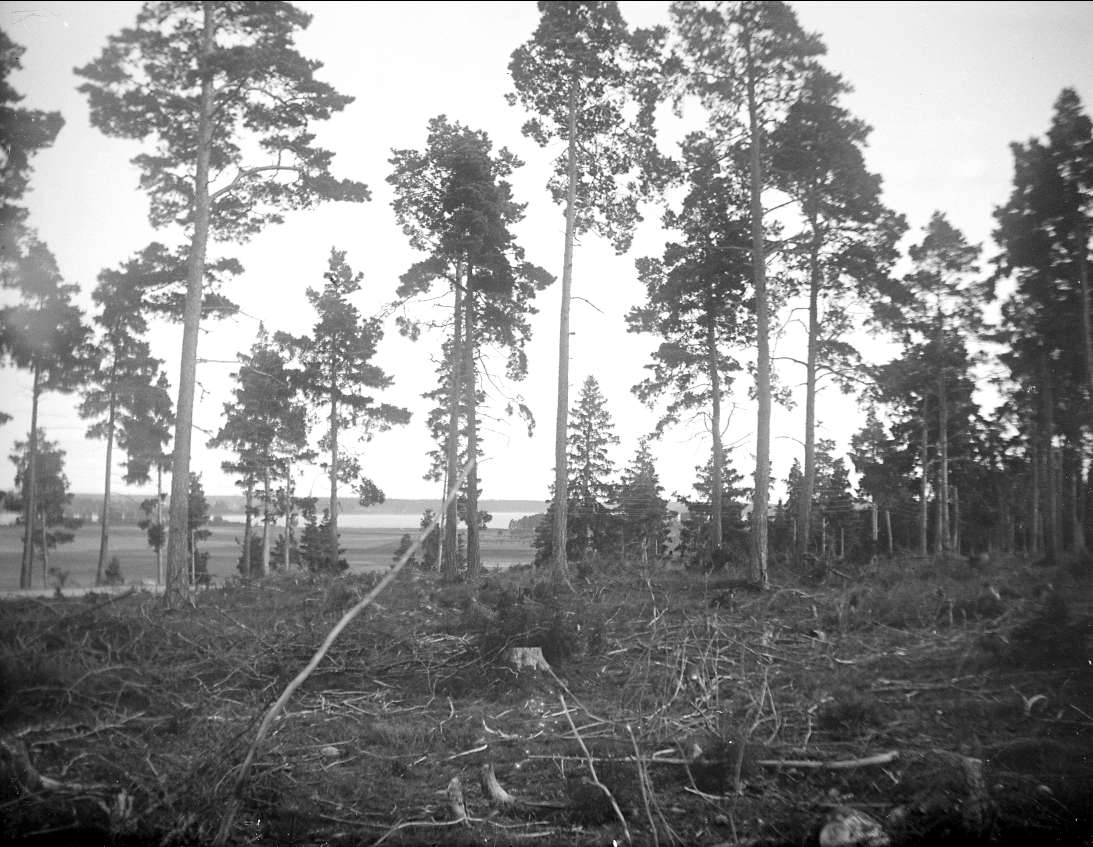
Tallar nära långsjön 1922.

Vatten har alltid funnits gott om i Björklinge på grund av Långsjön. De ursprungliga torpbebyggelserna i Sjöhagen var torpet Sjöhagen, Granbolund och Snörom. Vid Långsjön fanns gott om källor som sprungit fram ur rullstensåsarna, men däremot var det ett tungt jobb att få upp vattnet från stranden till hushållen främst på grund av uppförsbacken. Eftersom det länge inte fanns något annat sätt att få tag på vatten till hushållen eller djuren, var det dock just det man tvingades göra. Många var vid den tiden bosatta bara några hundra meter från sjön, men för de bosatta högre upp på åsen var det svårare eftersom det inte fanns lika många naturliga vattenkällor. En källa fanns dock högt uppe på åsen, nära dagens E4, där det främst bodde björklingebor som bosatte sig och byggde sina hem omkring år 1915.

#### Sjöhagen

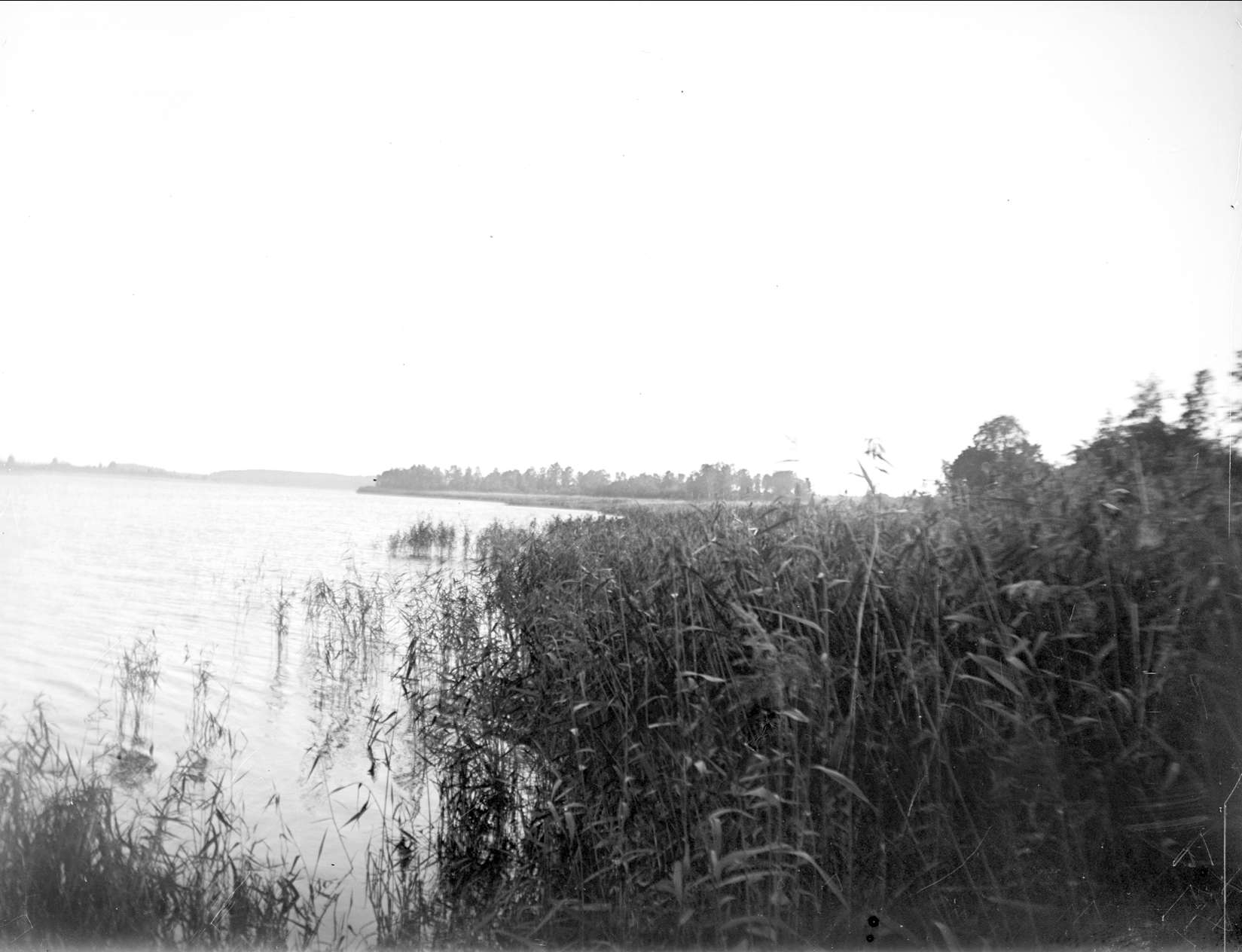
Långsjön 1933.

Omkring år 1885 byggdes de första brunnarna i Björklinge och man byggde dessa i linje med Långsjöns djup, det vill säga omkring 7 meter, eftersom sjöns djup bestämmer grundvattennivån i samhället. Brunnarna byggdes närliggande bostäderna och murades med olika typer av sten, exempelvis byggdes Carl Åstrand en brunn av gråsten. Inte bara de som byggde brunnarna hade tillgång till dem, utan det var vanligt att grannar också fick nyttja dessa. En annan metod för att få fram vatten var att slå ner järnrör i marken och på så sätt kunna pumpa upp vatten genom dem. Däremot blev dessa brunnar mer eller mindre icke-fungerande på 1930-talet på grund av en sjösänkning, vilket innebar att man tvingades sina brunnarna. Eftersom brunnarna var svårhanterliga kunde man inte fördjupa dem mer och detta betydde att man behövde bygga nya brunnar med nya metoder. De nya brunnarna fungerade ett tag men i slutändan gav de ändå inte tillräckligt med vatten för att försörja de egna fastigheterna eller grannarnas. Detta ledde till att Sjöhagens vattenledningsförening bildades 1942, på initiativ av Erik Blom och Georg Åstrand.
Föreningen hade som mål att bygga och underhålla vattenverk och ledningar till fastigheterna. Till föreningen anslöt sig genast 35 fastigheter, som alla låg utspridda över åsen. Fastighetsägarna fick betala en anslutningsavgift på 300 kronor och behövde dessutom låna ut pengar till bygget av vattenverket. Ytterligare behövde föreningen 4000 kronor för att kunna anordna brandposter i anslutning till nätet, som behövde grövre rör i huvudledningarna för att fungera. Dessa pengar fick man från Uppsala läns brandstodsbolag. Man anlitade entreprenörer för att kunna gräva, rörlägga, återfylla och bygga pumphus och vattentorn. Pumphuset byggdes över en naturlig källa där både vattenkvalité och flöde hade godkänts vid analyser. Vattentornet byggdes av trä med plåtbehållare på åsens högsta punkt. Vattenmätare kom aldrig att byggas i de anslutna fastigheterna eftersom de var kostsamt och svårt, utan istället bedömdes förbrukningen relativt rättvist genom ett särskilt andelssystem.

#### Tibble
Tibbles vattenledningsförening bildades redan år 1920, strax efter elens ankomst i Björklinge. Redan innan föreningen fanns sedan länge en bypump i Tibble som försåg de närliggande hushållen med vatten. Brunnen var 13 meter djup och stensatt och höll alltid vatten då den låg nära den vattenförande åsen. Där kunde de omkringliggande hushållen hämta sitt vatten efter behov i tunnor eller hinkar. De som behövde mer vatten än andra, till exempel slaktaren som bodde i närheten hade en särskild anställd för vattenhämtning som med häst kunde dra tunnor med vatten.

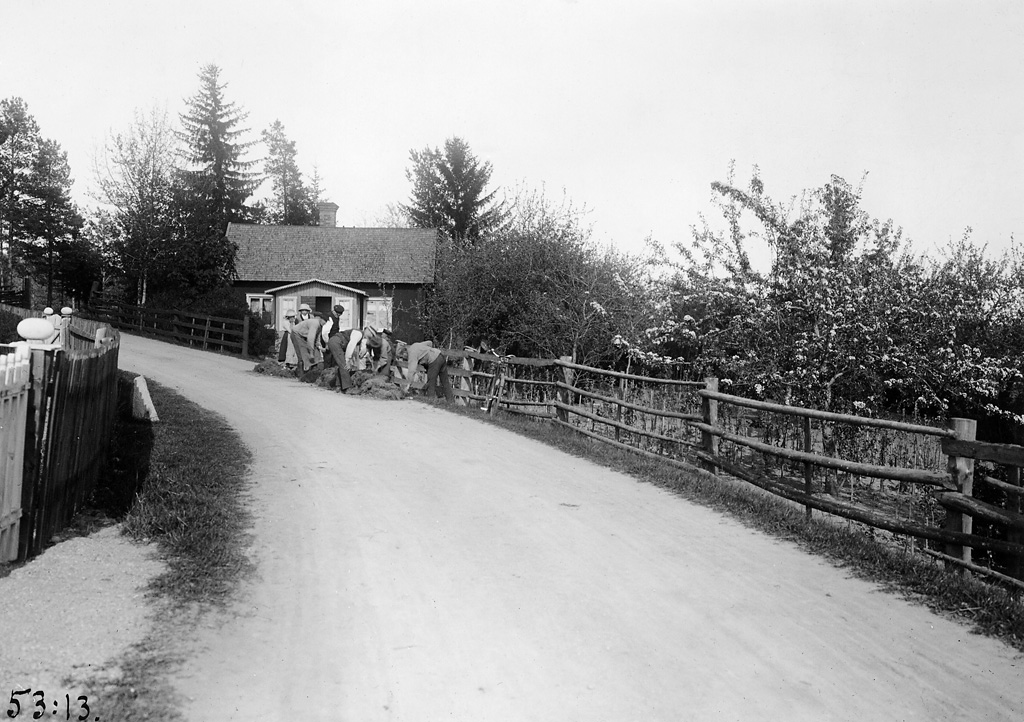
Tibble 1915.

I samband med elens ankomst installerade Björklinges elmontör Ture Åhr också en eldriven pump i brunnen men denna tvingades år 1930 bytas ut då den alltför ofta behövde lagas då sand hade sugits in i pumpen. En ny pump blev insatt men den gamla behölls som reservmotor. Vattnet från brunnen pumpades upp till en cementbassäng som var belägen uppe på åsen genom en stamledning. Bassängen var stor, 3-4 i fyrkant och djup och till viss del nedgrävd i åsen med en lucka som tak. Ture Åhr hade dessutom konstruerat en flottör som kunde bryta strömmen till motorpumpen när bassängen var full och därigenom förhindrat den från att svämma över. Ut från bassängen gick vattnet genom ledningar till de olika hushållen. De som bodde längst bort hade bäst tryck och de som bodde på åsen hade sämst då vattnet var självtryckande.

#### Kommunalt vattenverk
I mitten av 1950-talet bestämde Björklinge-Viksta storkommun att anlägga eget vatten och avloppssystem i hela Björklinge och i och med det upphörde Sjöhagens och Tibbles vattenledningsföreningar och överlät samtliga anläggningar till kommunen. Ett 30 meter högt vattentorn byggdes 1959 på Tibbleåsen och då sprängdes även Tibbles cementbassäng bort. Det nya kommunala vattenverket placerades i Sjöhagen där man då pumpade vattnet i en matarledning upp till vattentornet. 1957 byggdes ett reningsverk för reningen av avloppsvattnet i Björklingeån nära Nyby.

## Geografi
Björklinge socken ligger norr om Uppsala med Tämnaren i nordväst, Björklingeån i sydväst och med Uppsalaåsen och Långsjön i öster. Socknen är en slättbygd i öster och kärrrik skogsbygd i nordväst.

## Fornlämningar
Från stenåldern finns boplatser. Från bronsåldern finns skärvstenhögar. Från järnåldern finns gravfält. 14 runstenar är funna.
Ett kapell som varit tillägnat Holmger Knutsson har funnits i Björklinge socken, sedan denne under sin flykt efter att ha förlorat slaget vid Sparrsätra år 1247 på sin väg till Gästrikland vilat i Björklinge.

## Namnet
Namnet skrevs 1316 Byrklingi och innehåller inbyggarbeteckningen birklingar, som kan vara bildat till ett äldre namn på Björkligeån, Biärka, 'Björkån'.